# Gherson (chitarre)
Gherson è il marchio con il quale Alfredo Menghini ha prodotto una serie di chitarre e bassi elettrici dal 1968 al 1983-1985 ca, inizialmente con il nome Wonder e Daytime, solo successivamente con quello di Gherson. Con sede a Recanati, il marchio Gherson è stato uno dei pochi in Italia a contrastare, per breve tempo, l'ormai esteso mercato degli strumenti musicali asiatici. Meneghini era però uno dei pochi a costruire in proprio elettronica e pick-up.
Il materiale utilizzato è generalmente buono, dato che si tratta di legno massello: corpo in mogano o frassino, manico in mogano o acero, tastiera in palissandro.
Le chitarre e i bassi Gherson erano perlopiù imitazioni di strumenti Fender e Gibson, tra i quali repliche dei modelli:
- Fender Stratocaster
- Fender Telecaster
- Gibson Les Paul
- Gibson SG
- Fender Precision Bass
- Fender Jazz Bass
- Rickenbacker

Le prime repliche erano di fattura decisamente più rozza, tanto che gli strumenti si possono suddividere in due periodi costruttivi:
- Gamma V1 (1968-1976): design più originale, ma tendente al "kitsch".
- Gamma V2 (1977-1985 ca): copie più simili ai modelli ufficiali, evoluzione dell'hardware e logo Gherson più sobrio (nero o bianco).

Gherson ha prodotto però anche un modello originale di chitarra e basso, noto con il nome "THSP", molto raro e ricercato sul mercato collezionistico.
Pur trattandosi di prodotti economici di fascia media per renderli accessibili a chi non potesse permettersi i più blasonati modelli originali, le chitarre e i bassi Gherson erano di buona fattura, realizzati con materiali di discreta qualità, assemblati con cura e dotati di una buona risposta acustica. Sebbene comunque non paragonabili per resa sonora ai prodotti ufficiali, oggi sono apprezzati e ricercati dai collezionisti di tutto il mondo, che li considerano oggetti vintage.
Nei primi anni settanta il cantautore canadese Bryan Adams, acquistò la sua prima chitarra elettrica, una Gherson replica della Fender Stratocaster. Ancora oggi è nella sua collezione.